# Deil
Deil é uma cidade na municipalidade de Geldermalsen, na província de Guéldria, nos Países Baixos, e está situada a 12 km ao oeste de Tiel.
Em 2005, a cidade de Deil tinha uma população estimada em 2.120 habitantes, com aproximadamente 579 residências em sua área urbana de 0.38 km².